# Javier Vargas
Javier Vargas (22 de novembro de 1941) é um ex-futebolista mexicano que competiu na Copa do Mundo FIFA de 1966.